# Mitternachtskrimi
Der Mitternachtskrimi war eine traditionsreiche wöchentliche Sendereihe des Deutschlandfunks, die von Januar 1968 bis März 2020 jeweils in der Nacht von Freitag auf Samstag um 00:05 Uhr ausgestrahlt wurde.

## Geschichte
Das 55-minütige Format im DLF präsentierte ab Januar 1968 nach kurzer Ansage Hörspielproduktionen aus deutschsprachigen Hörspielarchiven, vornehmlich Rundfunkproduktionen, auch aktuelle Produktionen anderer Sendeanstalten. Wie der Titel der Reihe vermuten lässt, wurde vornehmlich das Genre Kriminalhörspiel bedient, doch bisweilen fanden auch Science-Fiction-Produktionen und Gruselhörspiele ihren Platz. 
Lag die Spieldauer der Hörspiele unterhalb der Sendedauer einer knappen Stunde, wurde die verbleibende Zeit entweder mit Hinweisen auf  die Produktionen der kommenden Wochen oder mit Instrumentalmusikstücken aufgefüllt. Hörspiele, deren Originallaufzeit die fest vorgegebene Sendezeit überschritten hätten, wurden vom Sender gekürzt oder in mehreren Teilen ausgestrahlt. Mehrteilige Produktionen, wie beispielsweise die Paul-Temple-Hörspiele, die zumeist aus acht Teilen bestanden, wurden neu geschnitten, so dass sie in höchstens vier Folgen gesendet werden konnten.
Am 4. April 2020 wurde der Mitternachtskrimi im DLF durch das neue Format Blue Crime abgelöst, das sich dem Thema „wahre Verbrechen“ widmete und bis zum 31. Juli 2021 ausgestrahlt wurde.